# Bauscher
Bauscher ist ein weltweit agierender Hersteller von Hotelporzellan aus Weiden in der Oberpfalz. Mit rund 500 Mitarbeitern zählt der Betrieb zu den bedeutenden Arbeitgebern in der nördlichen Oberpfalz und ist nach eigenen Angaben die größte Porzellanfertigung Europas.

## Geschichte

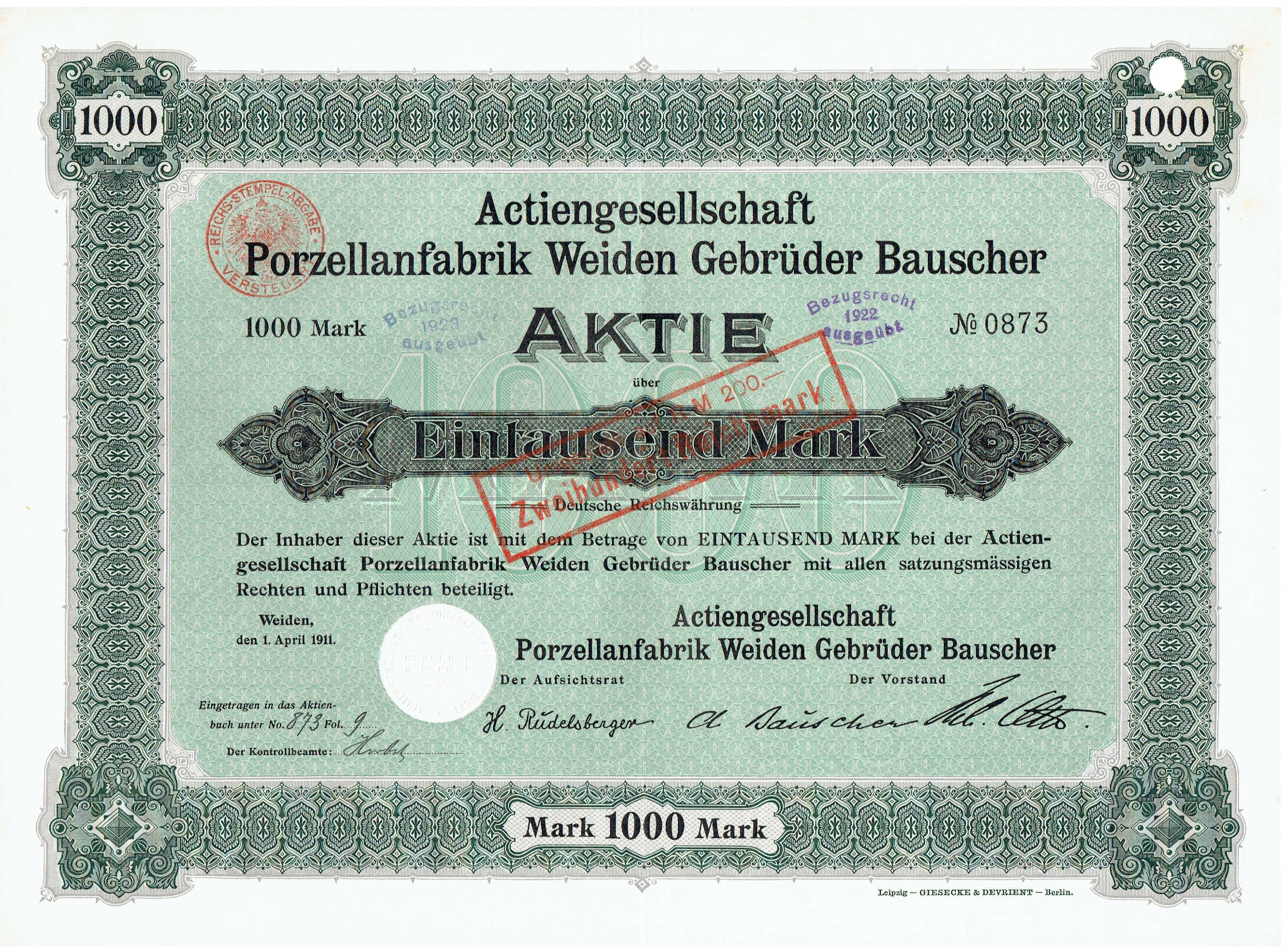
Gründeraktie der AG Porzellanfabrik Weiden Gebrüder Bauscher vom 1. April 1911

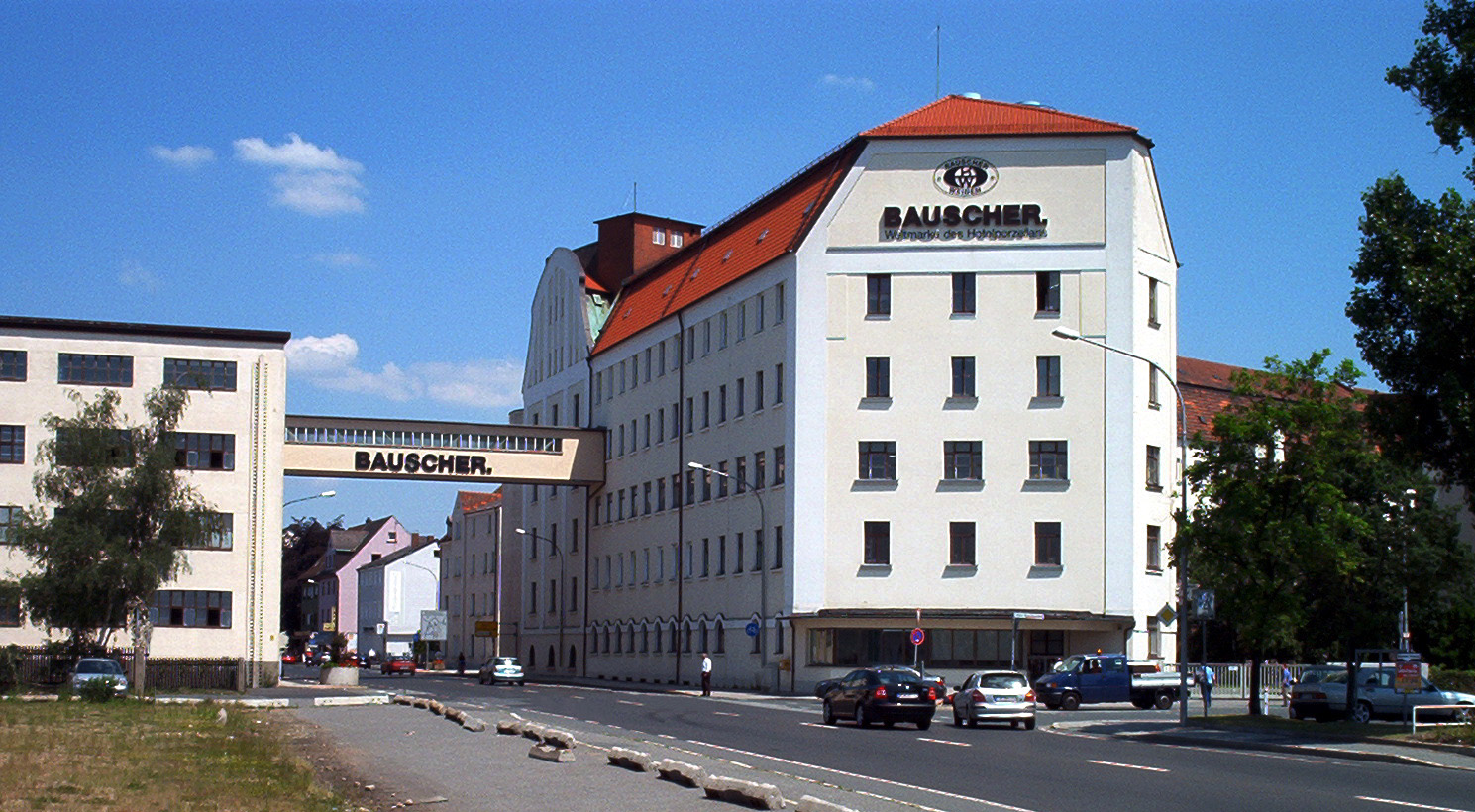
Bauscher in Weiden

Das Unternehmen Bauscher wurde 1881 durch die Gebrüder August und Conrad Bauscher gegründet. Schon damals war Bauscher auf Hotelporzellan spezialisiert, was für die damalige Zeit sehr ungewöhnlich und einmalig war. So kam es, dass 1890 alle Schiffe des Norddeutschen Lloyd mit Porzellan von Bauscher ausstaffiert wurden. Schon früh begannen die Brüder Bauscher, internationale Märkte zu erschließen. So wurde bereits 1895 eine Filiale in New York eröffnet, es folgten weitere in London und Luzern im Jahr 1900. Das zunächst als Einzelfirma, dann als oHG betriebene Unternehmen wurde 1907 in eine GmbH und 1911 in eine AG umgewandelt. Ebenfalls 1911 erfolgte die Gründung einer Porzellan-Kunstmanufaktur und bis 1920 wurde die Produktion von Telegraphenglocken und Isolatoren aufgenommen. Die Firmengründer starben 1910 (Conrad) bzw. 1917 (August), die AG-Mehrheit hatte schließlich der Strupp-Konzern. Nach dem Zerfall des Strupp-Konzerns wurde Bauscher 1927 ein Teil der Lorenz Hutschenreuther AG (ab 1969 Hutschenreuther AG), die sich 1998 als BHS Tabletop neu aufstellte; dabei wurde die Marke „Hutschenreuther“ verkauft (heute zu Rosenthal).

## Produkte
Das Unternehmen stellt Porzellan her, das den speziellen Bedürfnissen (Langlebigkeit, Funktionalität, Stabilität) der Gastronomie bzw. von Krankenhäusern und ähnlichen Einrichtungen angepasst ist.
Die Formenpalette von Bauscher umfasst weißes Porzellan ebenso wie dekorierte Serien. Seit 1987 gehören auch Gastronomie-Gläser zum Angebot. Pro Tag werden in Weiden bis zu 120.000 Stück Porzellan produziert. Der Traditionsbetrieb produziert für den deutschen Markt, exportiert sein Porzellan jedoch auch in über 120 Länder. Bauscher bietet sein Porzellan in über 18 Formen an, die älteste heute noch produzierte Form ("Stuttgart") ist seit 1911 im Angebot.
Das "System B 1100", 1962 von Heinz H. Engler entworfen, ist die erfolgreichste Geschirrserie der Welt.

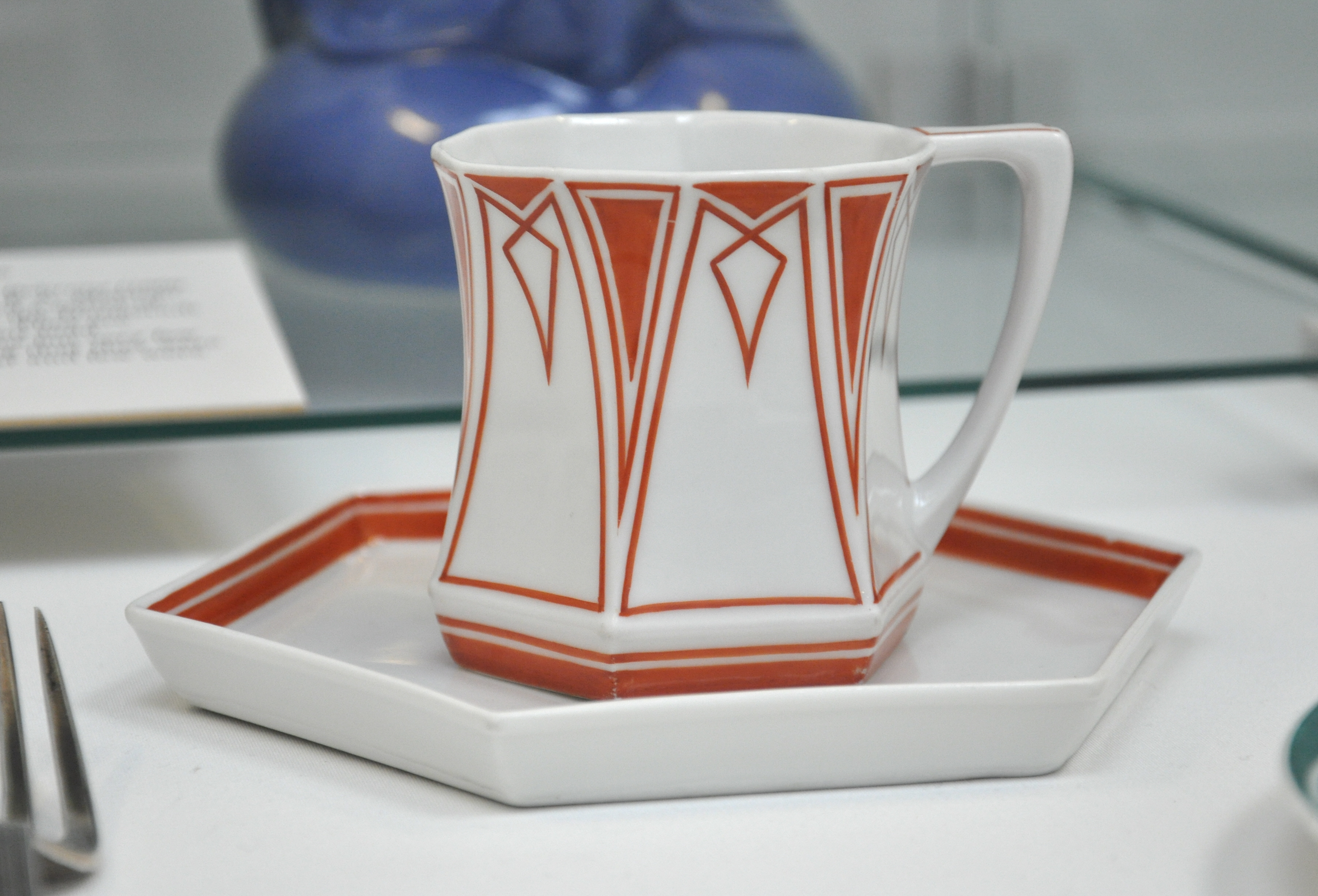
Hexagonale Tasse von Peter Behrens für Bauscher, 1901.
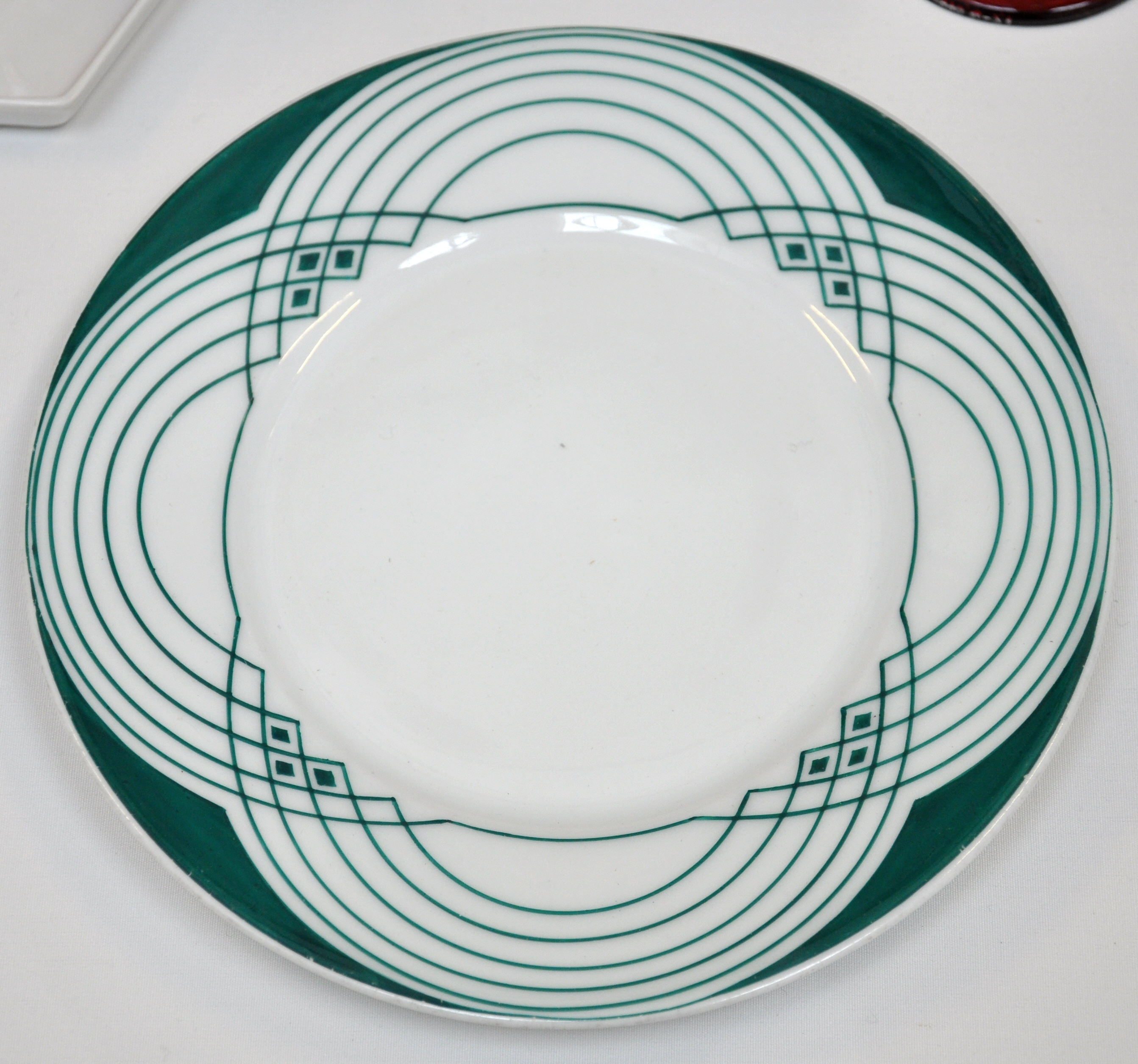
Jugendstil-Teller von Peter Behrens für Bauscher, 1901.
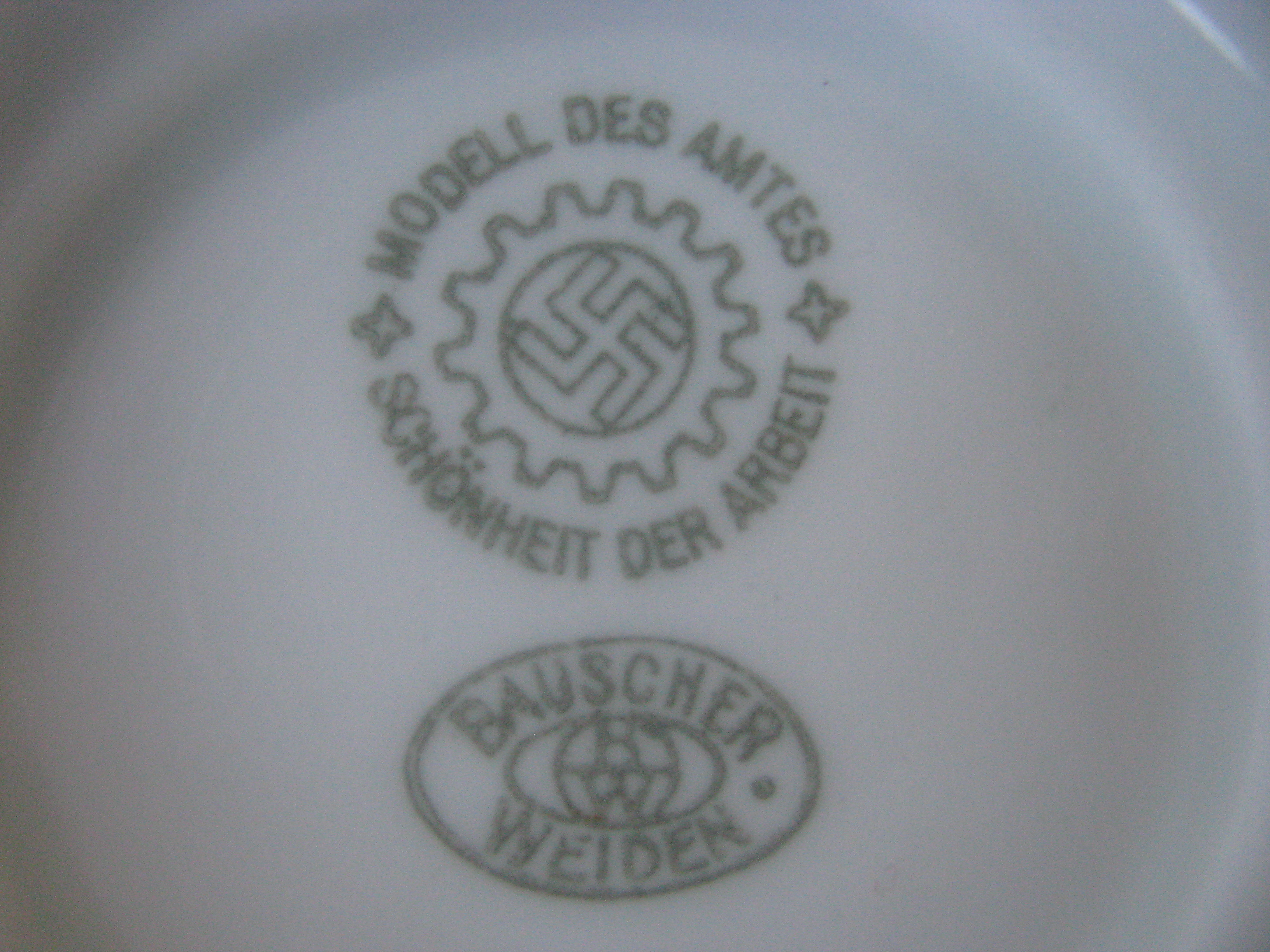
In der NS-Zeit wurden Produkte, die das Amt Schönheit der Arbeit als mustergültig erachtete, mit einer Zusatzmarke gekennzeichnet; hier eine Suppentasse für Betriebskantinen, 1934/39.
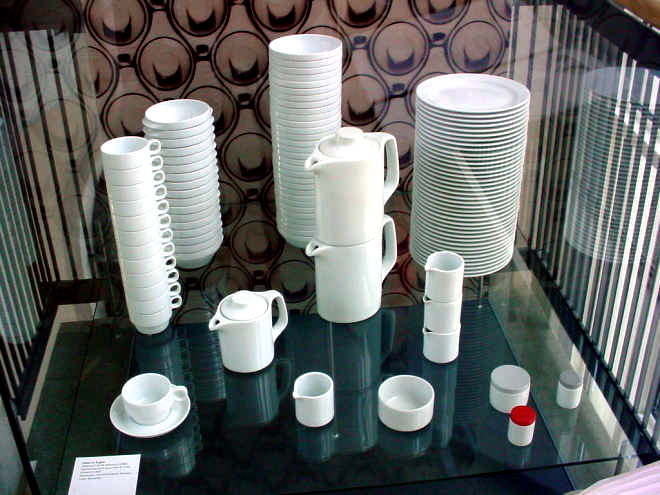
Systemgeschirr B 1100 von Heinz H. Engler, 1962.
Moderne Bodenmarke Bauscher Weiden.

## Bekannte Kunden
Die Produkte sind bei einer Vielzahl von renommierten Hotels zu finden, darunter das Hotel Sacher in Wien oder das Burj al Arab in Dubai, für das Bauscher eine eigene Porzellanserie anfertigte.